# Guild Wars Prophecies
Guild Wars Prophecies è un videogioco CORPG ambientato in un mondo fantasy medioevale. Costituisce il primo capitolo della serie Guild Wars.

## Campagne
Prophecies è la prima di tre campagne; le successive sono Factions e Nightfall.
La prima e unica espansione, Eye of the North, è uscita il 31 agosto 2007. Essa, come tale, richiede il possesso di almeno una delle campagne sopra citate.

## Definizione, Genere, PvE e PvP

Screenshot della Fornace della Sofferenza, campagna Prophecies

Guild Wars non è propriamente un MMORPG, ma è stato definito dai suoi stessi sviluppatori CORPG, cioè Competitive Online Role-Playing Game.
L'anima del gioco è il PvP (Player Versus Player, cioè Giocatore contro giocatore), sempre basato su squadre, da 4, da 8 o 12 giocatori. Con squadre da 4 giocatori si partecipa all'arena, di cui sono presenti due tipi: casuale e a squadre. Nell'arena casuale basterà premere 'Inizia' e entro 30 secondi il giocatore si ritrova con altri 3 scelti a caso a confrontarsi contro altri 4 sempre scelti a caso, tra quelli che stanno partecipando alle arene casuali. Nell'arena a squadre invece il giocatore deve costituire da solo la squadra, giocando quindi con tre amici. Esistono anche le heroes battle, in cui uno solo dei combattenti per ogni squadra è un giocatore, mentre gli altri tre sono eroi gestiti dal computer ma personalizzati e indirettamente controllati dal giocatore.
Il pvp con squadre da 8 per l'Ascesa degli Eroi e per il GvG, in entrambi i casi è il giocatore a dover formare la squadra. In Ascesa degli Eroi ci si affronta su mappe con obiettivi tipicamente da sparatutto in prima persona, come deathmatch, king of the hill o capture the flag. Vincendo, si giunge fino all'Olimpo degli Eroi, dove si combatte contro altre squadre, per ottenere il favore divino. Il favore divino sblocca due zone PvE, e alcune quest. Inoltre vincendo l'Olimpo si possono ottenere vari oggetti, più o meno preziosi.
I sigilli sono necessari per avere una Guild Hall, grazie alla quale si può partecipare al GvG con la propria gilda, quando sarà possibile averne una. Obiettivo del GvG è scalare la ladder, che viene resettata periodicamente e ogni anno a fine ladder si organizza un torneo per proclamare il Guild Wars World Champion.
Una partita GvG si basa su due elementi, oltre che uccidere gli avversari naturalmente: controllare la bandiera e uccidere il signore della gilda avversario. Quando si riesce a uccidere il signore della gilda, la partita termina e si vince, ottenendo una variazione del rating valido per la ladder. Controllare la bandiera offre un notevole vantaggio, spesso sottovalutato.
Nelle Alliance Battle si sfidano in una eterna battaglia le fazioni dei Kurzik e dei Luxon, e sono accessibili solo a giocatori appartenenti a gilde il cui leader possiede la campagna Factions e che abbia stretto un'alleanza con una delle due fazioni. Vengono schierate due squadre da dodici giocatori, negli avamposti i giocatori si uniscono in gruppi di quattro e in ogni arena ne scendono in campo tre per fazione, scelti casualmente dal motore di gioco. Le vittorie o sconfitte nelle sfide determinano l'aumento del territorio di una fazione a discapito del territorio dell'altra. Sono presenti 5 mappe, due favoriscono i Luxon, due favoriscono i Kurzik e una è neutra, si gioca su quella più vicina al confine attuale. Ogni mappa presenta sette santuari, di vario tipo, che danno un punto alla squadra che li controlla ogni sette secondi, inoltre ogni uccisione dona tre punti. La fazione che raggiunge prima 500 punti vince.
Il PvE (Player Versus Environment) è come dice il nome stesso una modalità dove i nemici non saranno altri giocatori, ma Mob, mostri controllati dalla AI. Attraverso il PvE è possibile sbloccare l'uso di skill (abilità) e potenziamenti per le armi nel PvP.
Le tre campagne possiedono ognuna una trama e dei luoghi diversi, tuttavia un giocatore che possiede più campagne può far giocare le storie a tutti i suoi personaggi.
La storia PvE della campagna Prophecies è ambientata a Tyria e parte a Ascalon, nel periodo Pre-distruzione: una porzione di mondo molto ristretta e limitata che in realtà si traduce in un tutorial giocato, in cui muovere i primi passi e i primi livelli. Successivamente a questo si verrà catapultati nel gioco vero e proprio.
Da quel momento, il giocatore sarà chiamato a esplorare una grande varietà di paesaggi: dalle Paludi di Kryta del Nord, alle Riviere e Spiagge di Costa d'Alessio; dai paesaggi desolati di Ascalon, ai Picchi Innevati delle Cimefredde, fino ad arrivare alle Isole Di Fuoco e agli Inferi. Quest'ultima zona, assieme alla Fenditura del Male, è accessibile solo ai Prescelti Ascesi e solo quando le Divinità di Tyria sono favorevoli al territorio del giocatore.
Nella storia di Factions invece si visita il continente di Cantha caratterizzato da un ambiente in stile Giappone feudale, partendo dall'isola di Shing-Jea (il tutorial), e poi visitando l'enorme città di Kaineng, i boschi pietrificati di Echowald e il mare di Giada.
In Nightfall la storia si svolge nel continente di Elona, dal carattere africano-mediorientale, dove si viaggia per le isole di Istan, i deserti di Kourna, il territorio dei ricchi e opulenti mercanti di Vabbi, fino alle terre sulfuree della desolazione e al reame del tormento.
Oltre che utile a sbloccare gli oggetti e le abilità per il PvP, le campagne PvE sono giocabili e interessanti, anche per la possibilità data ai giocatori di cooperare nello svolgersi delle missioni (chiamate appunto coop). Esistono gilde nel gioco che nascono esclusivamente per cooperare nel PvE.
La Mappa è divisa in Aree Esplorabili e Avamposti, insediamenti (castelli, villaggi, caverne, città) dove si possono trovare altri giocatori con cui chiacchierare e avventurarsi nelle aree esplorabili per completare le missioni assegnate da vari Personaggi non giocanti.
A differenza di un MMORPG classico, in cui i giocatori viaggiano liberi per tutto il mondo di gioco incontrandosi e/o scontrandosi tra loro, in Guild Wars il gioco avviene in maniera "istanziata": ogni volta che un gruppo parte per una missione (ed entra, quindi, in un'area esplorabile) viene creata una nuova istanza dell'area stessa, in cui le uniche persone presenti saranno quelle all'interno del party. Ciò può essere vantaggioso dal momento che non ci saranno personaggi che interferiranno nello svolgimento della quest: nessuno potrà rubare i drop e i punti esperienza derivanti dalla uccisione di mob, ma darà un senso di "pienezza" relativamente più limitato (che tuttavia sarà puntualmente compensato dalla permanenza nelle città, sempre vive e popolate da personaggi giocanti).

## Professioni
Scelto il tipo di personaggio bisogna deciderne la professione primaria:
- Guerriero: Combattente della prima linea. Può usare spade, asce o martelli; il suo scopo principale è fare da tank, ovvero resistere ai danni nemici e infliggere danni in mischia. È la classe che ha l'armatura più resistente del gioco.
- Esploratore: Combatte a distanza con l'arco, piazza trappole e invoca spiriti della natura. È l'unica classe che può avere pet, animali al seguito (lupi, orsi, ragni, ecc.).
- Mistico: Capace di incanalare le energie divine. Può curare, proteggere o infliggere danni agli avversari. Il suo ruolo principale è di curatore, ed è necessario in ogni buon gruppo.
- Elementalista: Studioso della magia. Può specializzarsi nel dominio dell'Aria, dell'Acqua, della Terra o del Fuoco. L'Elementalista può infliggere con un colpo solo più danni di qualsiasi altra professione. Lancia magie distruttive, il cui effetto principale è infliggere grandi quantità di danno al nemico. Dispone di molta energia. I giocatori più esperti si specializzano in uno o due elementi, ma i dilettanti preferiscono sperimentare le diverse combinazioni
- Ipnotizzatore: Amante dell'illusione. Infastidisce i nemici con fatture distraenti, può succhiare energia magica, infliggere grandi quantità di danno o interrompere le magie del nemico. È una delle classi più complesse da giocare, ma anche una delle più adattabili. Se usato bene, può diventare determinante, soprattutto in PvP.
- Negromante: Utilizza i cadaveri per evocare non morti, oppure maledizioni per indebolire i nemici. Recupera energia ogni volta che un essere muore nelle vicinanze. È in grado di sottrarre salute agli avversari per rigenerare sé stesso. La professione del Negromante richiede pazienza e disciplina. Alcune delle sue magie richiedono un dispendio di salute, ma piccolo in confronto alla distruzione che provocano
- Assassino (solo nella campagna Factions): Veloce e agile, adopera due pugnali contemporaneamente, utilizzando attacchi combinati per infliggere danni letali. È capace di muoversi nell'ombra e di lanciare magie di breve durata.
- Ritualista (solo nella campagna Factions): Classe di supporto, evoca spiriti per curare gli alleati o infliggere danni ai nemici. È in grado di lanciare incantesimi che potenziano le armi e di utilizzare le ceneri di eroi del passato per ottenere effetti sovrannaturali.
- Derviscio (solo nella campagna Nightfall) Combattente mistico, la sua arma preferita è la falce, che utilizza per colpire più di un nemico alla volta in corpo a corpo. Lancia incantesimi mistici per curarsi e infliggere danni ai nemici adiacenti. È in grado di assumere temporaneamente l'aspetto di una delle cinque divinità del pantheon di Guild Wars.
- Paragon (solo nella campagna Nightfall) Paladino angelico che combatte a distanza utilizzando una lancia, mantenendosi nelle retrovie per guidare i membri della sua squadra, curarli e potenziarli con canti e urla di battaglia.

Durante il gioco è possibile scegliere un'altra classe delle precedenti come classe secondaria, le cui abilità si andranno a sommare a quelle della primaria. Tuttavia il personaggio potrà vestire solo l'armatura della sua classe principale. Procedendo nelle campagne PvE, viene data la possibilità di cambiare la professione secondaria scelta all'inizio del gioco.

## Aspetto del personaggio
L'aspetto è determinato soprattutto dalla professione: il guerriero è muscoloso e possente, il negromante gracilino e gobbo, l'esploratore asciutto e flessuoso.
Il giocatore, inoltre, è chiamato a decidere alcune caratteristiche del personaggio: taglio di capelli, viso, colore della pelle, statura.
Anche vestiti e armature, contribuiscono alla personalizzazione del proprio personaggio: il giocatore può scegliere tra una vasta gamma di armature diverse per ogni professione e sempre più resistenti man mano che si avanza nel gioco.
I giocatori possono anche colorare le proprie armi e armature, utilizzando le tinture, disponibili in 11 colori diversi più o meno rari, e mescolabili in combinazioni di fino a quattro colori, per un totale di più di 500 tonalità; una piccola parte delle armi e delle armature, tuttavia, non può ricevere il colore o non cambia applicando la tintura. Le boccette monodose di tinture si ottengono come drop casuale all'uccisione dei mostri oppure si acquistano presso i mercanti specializzati presenti in alcuni avamposti; le tariffe applicate da tali mercanti quando comprano e vendono non sono fisse, ma determinate ad ogni transazione secondo un meccanismo di domanda e offerta.

## Le Gilde
Una volta entrati nel mondo di Guild Wars è possibile entrare a far parte di una delle tante Gilde esistenti. Una gilda è formata da numerose persone che decidono di unire le loro forze per uno scopo comune.
Ci sono gilde orientate prevalentemente di PvE e altre di PVP; o anche per tutti e due. Alcuni vantaggi comprendono la possibilità di comunicare rapidamente con i propri compagni di gilda e l'identificazione del proprio personaggio mediante il mantello di gilda e da una tag che permette di farsi riconoscere in ogni situazione di gioco.
Le gilde possono acquistare una sede tra quelle esistenti per disputare battaglie contro le altre gilde del mondo (8vs8) e scalare così la classifica mondiale di Guild Wars. Per poter avere una sede la gilda deve possedere un Sigillo Celestiale che si può ottenere vincendo la modalità PVP dell'Olimpo degli Eroi (Ascesa degli Eroi) oppure acquistandolo da un apposito NPC a un prezzo abbastanza alto.
Ogni gilda può possedere un avamposto che si può comprare con i compensi ottenuti grazie alle battaglie dell'alleanza.
Esistono tre tipi di gilde: Neutre (che non possono partecipare alle AB), Luxon e Kurzick che si sfidano durante le battaglie dell'alleanza per ottenere compensi.
Le gilde si possono alleare per formare un'alleanza, purché la loro fazione Luxon-Kurzick non sia diversa.

## Le divinità diGuild Wars
In Guild Wars esistono sei diverse divinità.
Balthazar, Dio della guerra e del fuoco, signore dei Guerrieri, degli Elementalisti del fuoco e dei Mistici punitori. È il re della Fenditura del Male, che si contende col fratello Menzies.
Melandru, Dea della natura e della terra, signora degli Esploratori e degli Elementalisti della terra.
Dwayna, Dea dei venti e della salute, signora dei Mistici, curatori e protettori e degli Elementalisti dell'aria.
Lyssa, Dea dell'illusione e della bellezza, signora degli Ipnotizzatori e degli Assassini.
Grenth, Dio della morte e del ghiaccio, signore dei Negromanti, dei Ritualisti e degli Elementalisti dell'acqua. È il re degli Inferi che si contende con Dhumm, l'ex dio della morte.
Kormir, Dea della verità e della conoscenza, è la signora del regno del tormento, dopo la caduta del Dio esiliato Abaddon.
Esistono anche divinità del male.
Menzies, Dio della distruzione e fratello di Balthazar; è in guerra con il fratello per il dominio della Fenditura del male e comanda l'esercito ombra.
Dhumm, Dio della morte prima dell'ascesa al potere di Grenth. È responsabile dei disordini avvenuti negli Inferi.
Abaddon, Dio dei segreti, cerca di evadere dalla sua prigione nel regno del Tormento e di invadere il mondo dei mortali con il suo esercito di demoni e margoniti.

## I capitoli successivi
ArenaNet ha programmato di far uscire due nuovi capitoli del gioco ogni anno. I giocatori che non possiedono tali espansioni possono comunque giocare con chi ha acquistato i nuovi capitoli, tuttavia con le limitazioni di non poter esplorare le nuove aree e nella possibilità di scelta di abilità e classi. Ciascun nuovo capitolo costituisce un gioco a sé, ed è giocabile anche senza possedere quelli precedenti. Esiste infatti una zona comune a tutti i capitoli, in cui avvengono la maggior parte delle battaglie PvP, e in cui i giocatori che posseggono titoli diversi possono comunque incontrarsi. Allo stesso modo, esistono aree PvE e skill definite core, ossia di base, in comune a tutti i capitoli.
Ogni nuovo capitolo apporta modifiche sostanziali al gioco quali armi, classi, nuovi modelli di PvP, abilità e funzionalità di gioco. Il secondo capitolo, Guild Wars Factions, è uscito il 28 aprile 2006. A partire da quel momento, la campagna originaria ha assunto la denominazione Guild Wars Prophecies, per poterla distinguere da quelle successive. Il 27 ottobre 2006 è stato pubblicato il terzo capitolo, Guild Wars Nightfall, con ambientazione africana e mediorientale.
La prima e unica espansione, Guild Wars: Eye of the North, è uscita il 31 agosto 2007.
ArenaNet ha assicurato che Guild Wars resterà sempre senza abbonamento mensile, si pagherà solo l'eventuale acquisto dei nuovi capitoli.

## Accoglienza
| Testata                    | Giudizio |
| -------------------------- | -------- |
| Everyeye.it                | 9/10     |
| Giochi per il mio computer | 8/10     |

- PC Gamer: "Uno dei più importanti giochi del 2005 e per molti anni a venire"
- The Games Machine: Top Score 90/100

Guild Wars Prophecies è stato recensito nel numero di luglio 2005 della rivista italiana Giochi per il mio computer che gli ha assegnato un voto di 8/10, commentandoː

Il giornale online italiano Everyeye.it ha sottolineato come il gioco sia stato, dal punto di vista tecnico, ottimizzato in modo sublime, lodando i caricamenti velocissimi, la grafica «veramente eccellente», nonché il privilegio di poter girare anche su sistemi più obsoleti, pur sottolineando come il sonoro, tuttavia, non sia all'altezza della coinvolgente "immensità" grafica: